# Chaitra (calendrier népalais)
Pour les articles homonymes, voir Chaitra (homonymie).
Chaitra (népalais : चैत्र) ou Chait (népalais : चैत) est le dernier mois (12e mois) dans le Vikram Samvat, le calendrier officiel népalais. 

Ce mois de 30 jours coïncide avec la période du 15 mars au 13 avril du calendrier grégorien.

## Célébrations
Évènements importants durant ce mois :
- 26 mars : 12 chaitra, Chaite Dashain
- 27 mars : 13 chaitra, Ram Nawami

## Mois du calendrier népalais
| No | Nom      | En népalais   | Durée (en jours) |
| -- | -------- | ------------- | ---------------- |
| 1  | Baishakh | वैशाख           | 30 / 31          |
| 2  | Jestha   | जेठ or ज्येष्ठ    | 31 / 32          |
| 3  | Ashadh   | असार or आषाढ़    | 31 / 32          |
| 4  | Shrawan  | साउन or श्रावण   | 31 / 32          |
| 5  | Bhadra   | भदौ or भाद्रपद   | 31 / 32          |
| 6  | Ashwin   | असोज or आश्विन   | 30 / 31          |
| 7  | Kartik   | कात्तिक or कार्तिक  | 29 / 30          |
| 8  | Mangsir  | मंसिर or मार्गशीर्ष | 29 / 30          |
| 9  | Poush    | पुष or पौष      | 29 / 30          |
| 10 | Magh     | माघ            | 29 / 30          |
| 11 | Falgun   | फागुन or फाल्गुन   | 29 / 30          |
| 12 | Chaitra  | चैत or चैत्र     | 30 / 31          |